# Phare de West Usk
Le phare de West Usk est un ancien phare situé en bord de l'estuaire de la Severn, au sud de la ville de Newport dans le comté de Monmouthshire, au sud du Pays de Galles. Il est considéré comme monument classé de grade II du Royaume-Uni.

## Histoire
Ce phare fut le premier à être construit par l'ingénieur des travaux publics écossais nommé James Walker en 1821. Parmi d'autres projets, Walker a continué à construire 21 autres phares. Le terrain autour du phare est resté comme terres agricoles jusqu'à 1856. Il a été retiré du service comme un phare opérationnel en 1922.
Le phare est exploite actuellement comme résidence de vacances et en juillet 2008 il a servi de décor dans un épisode de Channel 5, la série télé The Hotel Inspector.
Pour des clients de la résidence hotel, une route privée mène au phare. Autrement, il peut être atteint par un sentier d'un kilomètre le long de la digue à partir du parking de l'Auberge de Phare sur la Route de Plage.
Le phare d'East Usk, sur le bord opposé de la rivière Usk, est toujours fonctionnel et se trouve dans la réserve de faune et flore de Newport Wetlands (en).

### Lien connexe
- Liste des phares du Pays de Galles